# Zočište
Zoçishtë en albanais et Zočište en serbe latin (en serbe cyrillique : Зочиште) est une localité du Kosovo située dans la commune/municipalité de Rahovec/Orahovac et dans le district de Prizren/Prizren. Selon le recensement kosovar de 2011, elle compte 659 habitants, tous albanais.
Selon le découpage administratif du Kosovo, la localité fait partie du district de Gjakovë/Đakovica.

## Histoire
Sur le territoire du village se trouve le monastère Saint-Côme et Saint-Damien, qui remonte à une période allant du XIVe au XVIe siècle ; mentionné par l'Académie serbe des sciences et des arts, il est inscrit sur la liste des monuments culturels du Kosovo.

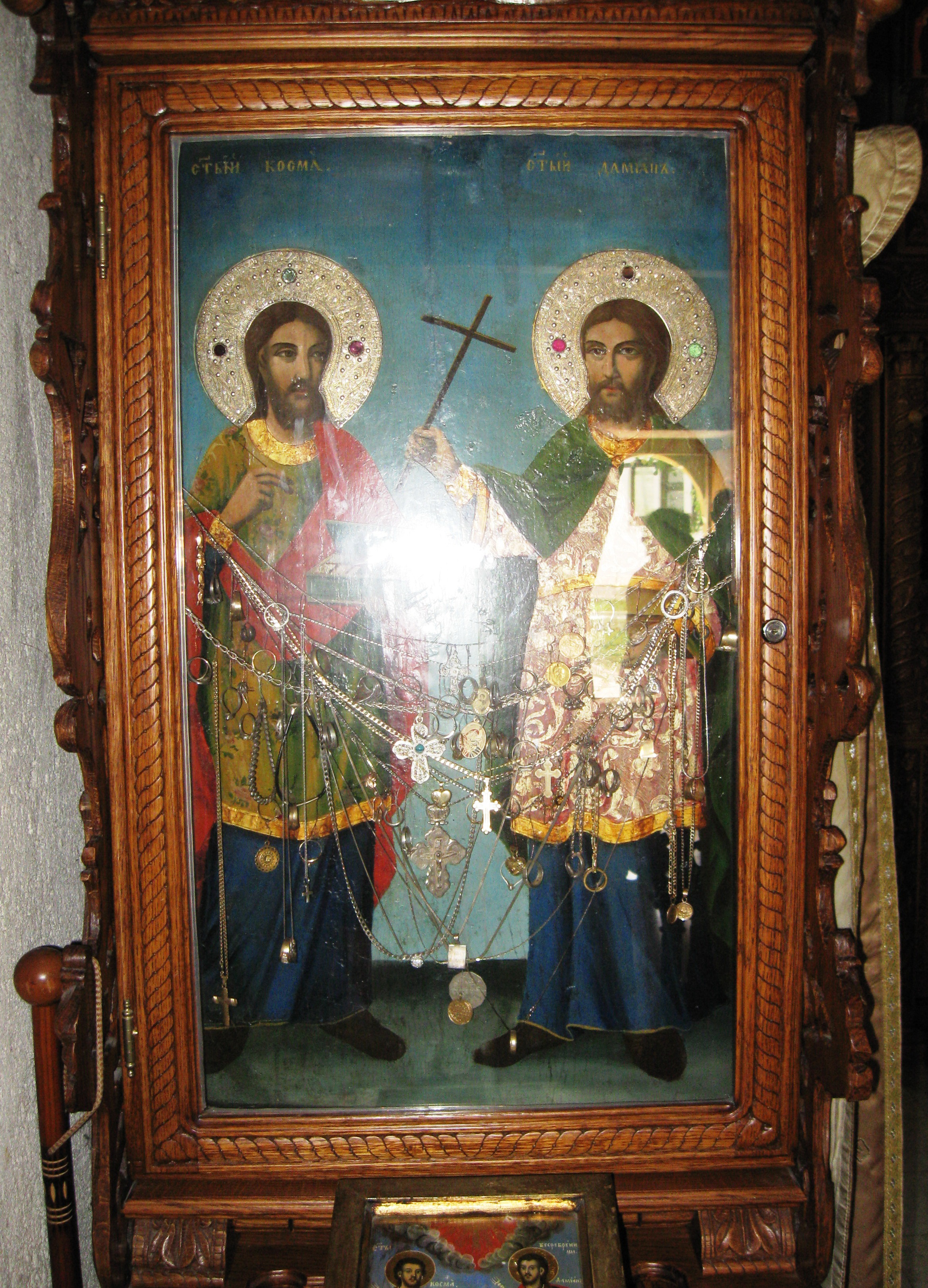
L'icône de saint Côme et saint Damien dans l'église du monastère

## Démographie

### Évolution historique de la population dans la localité
| 1948 | 1953 | 1961 | 1971 | 1981  | 1991  | 2011 |
| ---- | ---- | ---- | ---- | ----- | ----- | ---- |
| 580  | 665  | 713  | 973  | 1 129 | 1 129 | 659  |

|  |